# Roca de la Llena
La Roca de la Llena és una muntanya de 622 metres que es troba al municipi de Tivissa, a la comarca catalana de la Ribera d'Ebre.